# Церковь Александра Невского (Потсдам)
Це́рковь свято́го благове́рного кня́зя Алекса́ндра Не́вского (нем. Russisch-Orthodoxe  Kirche  des  heiligen  Alexander Newskij) — православный храм в Потсдаме, на исторической территории русской колонии Александровка. Относится к Берлинской епархии Русской православной церкви. Настоятель — протоиерей Анатолий Коляда.

## История

### Первые храмы в Потсдаме
После того, как прусский король Фридрих Вильгельм I преподнёс в дар Петру I Янтарный кабинет, русский царь в ответ прислал 55 рослых русских гренадеров вместе с их семьями для гвардейского батальона короля. Традиция присылать русских солдат к месту квартирования в Потсдаме сохранялась и позднее. Для богослужения к солдатам приезжал русский священник из Берлина, а весной 1733 года из Александро-Невского монастыря был командирован священник Василий Щербацкий. Им 31 марта, в присутствии королевской семьи, в двухэтажном деревянном доме у канала была освящена православная церковь святых праведных Симеона и Анны. После смерти в 1740 году отца Василия службы проводились присланным сюда священником Андреем Барановским, а затем приход окормляли священники Берлинской посольской миссии, приезжавшие в Потсдам раз в год.
К 1750 году богослужения в храме прекратились, а в 1756 году его здание было передано королём под театр, в конце 1770-х годов оно было снесено. Богослужения же совершались в арендованных помещениях, что оплачивалось из королевской казны. После этого оставшиеся русские, служа мирским чином, собирались для молитвы в доме купца Люттиха на Линденштрассе. В 1790 году их было всего 20 человек, а к 1805 году остался только инвалид Стефан, хранивший церковную утварь, которую три года спустя пришлось сдать в магистрат.
Таким образом, 1808 год можно считать годом закрытия прихода.

### Современная церковь
Идея строительства нового храма возникла при проектировании русской колонии Александровка. Закладка церкви состоялась 11 сентября 1826 года протоиереем берлинской посольской церкви Иоанном Борисовичем Чудовским. На торжестве присутствовал прусский король. Храм строился на средства императора Николая I, прусского короля и русской казны по проекту В. П. Стасова. Строительные работы велись под руководством архитектора К. Ф. Шинкеля, внесшего в проект существенные изменения, и при участии каменных дел мастера Бланкенхорна.
Первое богослужение в новом храме совершил 10 июня 1829 года протоиерей Иоанн Чудовский. На освящении 11 сентября того же года присутствовали прусский король, потсдамские власти и лютеранский епископ. После освящения в церкви были крещены несколько детей колонистов.
В основном приход храма составляли православные колонисты, количество которых постоянно уменьшалось. В связи с ассимиляцией уже в 1838 году службы велись по-немецки. Постоянного духовенства при храме не было, службы совершались редко. Тем не менее здесь велась работа по переводу богослужений и вероучительной литературы на немецкий язык. Посольские священники регулярно вели катехизационное служение среди
потомков русских певцов. К 1900 году при храме существовала воскресная школа для детей православных колонистов. Эта деятельность вызвала обвинение священников со стороны немецких властей в прозелитизме и недовольство протестантских пасторов.
В 1921 году, на основе государственного решения, церковь была передана общине, которая подчинялась Синоду архиереев в изгнании. Поскольку вырос поток русских эмигрантов, службы снова стали вестись на церковно-славянском языке. В 1927—1935 годах храм находился в юрисдикции Управляющего русскими приходами в Западной Европе Русской православной церкви. В 1935 году здание снаружи было отреставрировано, но вскоре закрыто, и только 14 августа 1941 года передано в аренду Берлинской и Германской епархии Русской православной церкви за границей. Основное число прихожан в это время составляли пригнанные на
принудительные работы в Германию женщины с Украины, из Белоруссии и России. Летом 1945 года церковь снова перешла в Западноевропейский Экзархат Русской православной церкви.
В 1991—1993 годах, к 1000-летию Потсдама, храм был отреставрирован и вновь освящён 12 сентября 1993 года архиепископом Калужским и Боровским Климентом (Капалиным). Приход насчитывает около 100 человек. В 2006 году городские власти безвозмездно передали общине в собственность участок земли, на котором устроено православное кладбище. Ведётся подготовка к строительству духовного центра.

## Настоятели храма
| Настоятели храма       | Настоятели храма                                                        |
| Годы                   | Настоятель                                                              |
| ---------------------- | ----------------------------------------------------------------------- |
| 1829—1941              | храм был приписан к берлинскому приходу                                 |
| октябрь 1829—1831      | иерей Захария Петров (…—1931)                                           |
| 1894—1914              | иерей Василий Антонович Гёкен (…—1916)                                  |
| 1941—1944              | епископ Филипп (Гарднер) (1898—1984)                                    |
| конец 1944 — май 1945  | иерей Павел Хекке (…—1947)                                              |
| 1945 — январь 1948     | иерей Феодор Гилявский (…—1974)                                         |
| 1948— 6 января 1968    | протоиерей (до 1949 — иерей) Николай Маркевич (1898—1968)               |
| 1969—1986              | богослужения совершались духовенством берлинского Воскресенского собора |
| 1986 — настоящее время | протоиерей Анатолий Коляда                                              |

## Архитектура, убранство
Центрально-купольное здание церкви стоит на холме Капелленберг.

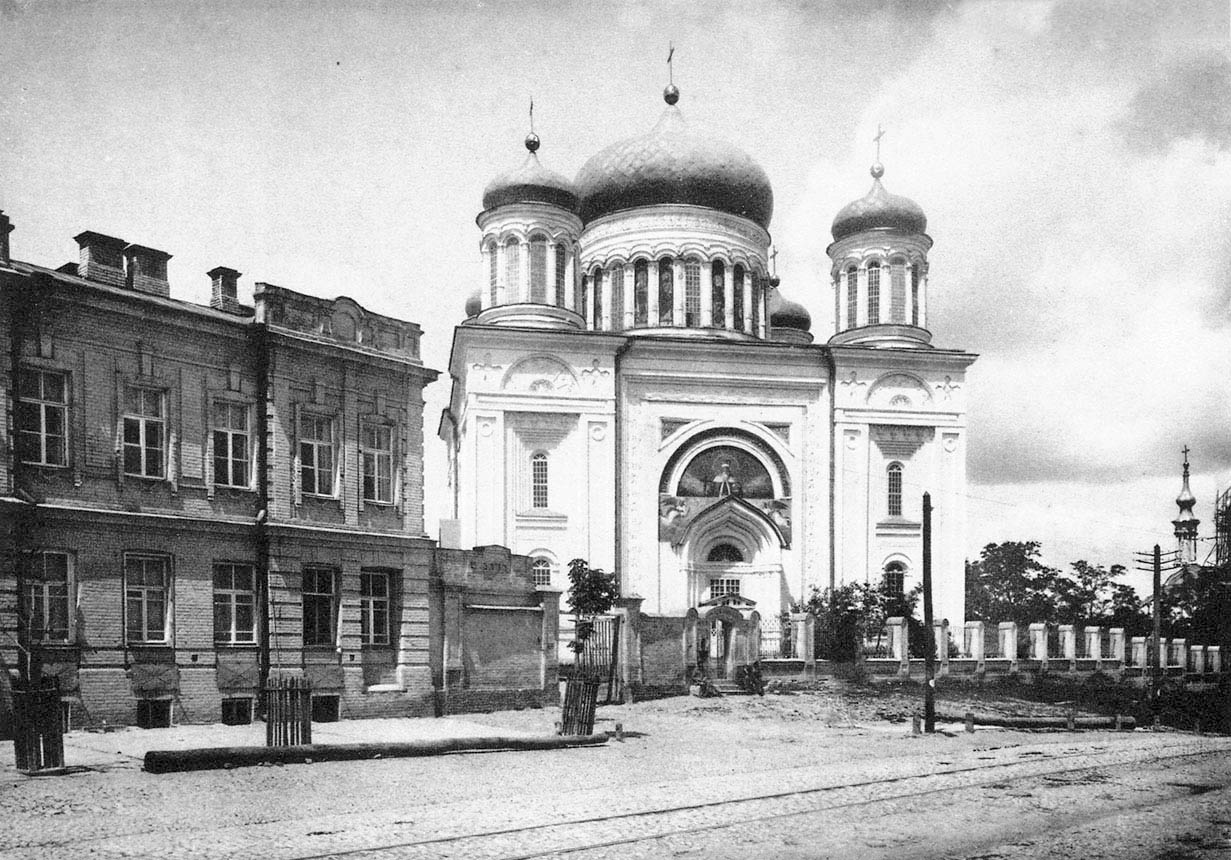
Десятинная церковь В. П. Стасова в Киеве

Во период, когда встал вопрос о возведении храма, В. П. Стасов занимался новой трактовкой восстанавливаемой киевской Десятинной церкви в формах позднего ампира. Храм в Потсдаме стал пробным проектом архитектора в этом направлении.
Церковь однопрестольная, рассчитана на 50 человек. Высота храма — 20 метров. Здание, квадратное в плане, решено в виде массивного куба, завершённого пятиглавием. Гладкие фасады расчленены орнаментальной тягой и профилированными лопатками, между которыми находятся узкие заглубленные окна. Стены окрашены в розовый цвет.
Портал обрамляет килевидная арка, украшенная золочёным шаром с крестом. Снаружи над дверьми размещены иконы Спасителя, святых Александра Невского и Феодора Стратилата, написанные на шифере в 1851 году Августом фон Клебером. Широкий лепной фриз разорван по краям полуциркульными окнами, над которыми возвышаются барабаны малых куполов. Главный шлемовидный купол, покрытый медью, расположен на барабане, декорированном аркатурой и узким фризом.
Интерьер украшен терракотовыми фризами. Стены окрашены в светло-зелёный цвет, карниз — в белый. Купол поддерживают четыре дорические колонны. Пол каменный.

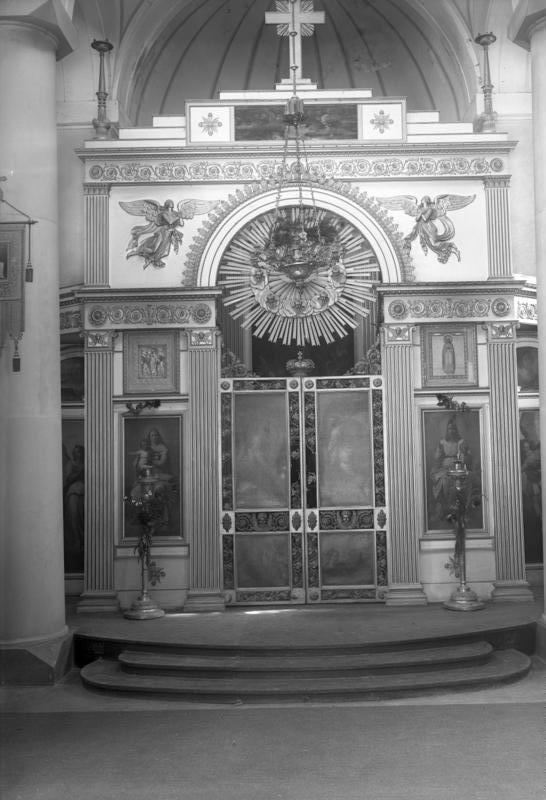
Иконостас храма. Фото 1931 года

Двухъярусный светлый иконостас в ампирном стиле, украшенный каннелированными пилястрами с золочёными капителями и резьбой, был вырезан в Пруссии по рисунку В. П. Стасова (с участием Шинкеля). Образа для иконостаса писали петербургские живописцы. Это копии икон, написанных в Академии художеств для восстанавливавшегося после пожара В. П. Стасовым Спасо-Преображенского собора в Санкт-Петербурге.
Перед иконостасом расположены киоты с иконами: мученика Анатолия Никомидийского в серебряном окладе и великомученика Георгия Победоносца. На левой стороне помещена большая икона Пресвятой Богородицы.
В храме много икон, подаренных родственниками погребённых на прилегающем небольшом кладбище, где хоронили умерших в Берлине русских. Среди образов 2 иконы святой царицы Александры:
- в золотом окладе с драгоценными камнями, подаренная в 1857 году полковником А. А. Абазой;
- дар императрицы Александры Фёдоровны

Кроме того, графиня А. А. Орлова-Чесменская пожертвовала в храм икону святого великомученика Георгия Победоносца, а русский посол — икону святой великомученицы Екатерины.
Протоиерей Иоанн Чудовский преподнёс храму золотой потир, который получил от великой княгини Елены Павловны, герцогини Мекленбург-Шверинской.
В отдельной витрине находятся боевые медали скончавшихся колонистов.
Колокола расположены в звоннице под западными колоколами.
Вокруг церкви расположена железная ограда, возведённая в 1830 году по проекту Шинкеля.